# Science-fiction bengalie
La science-fiction bengalie  (en bengali : বাংলা বিজ্ঞান কল্পকাহিনী Bangla Bigyan Kalpakahini) est un  genre partie de littérature bengalie contenant des éléments de science-fiction. Ce genre est appelé « Kalpabigyan » (কল্পবিজ্ঞান) ou « histoires de science imaginative », dans la littérature bengalie. Le terme a été utilisé pour la première fois par Adrish Bardhan (en).

## Définition
Dans la littérature bengalie le genre de la science-fiction est en général repris sous le nom de Kalpabigyan ( কল্পবিজ্ঞান ),,, ou «histoires de science imaginative»  et décrit des œuvres contenant des éléments de science-fiction,,,,,,,,,,,,,, bien que ce terme aux origines et à l'étymologie complexe regroupe un domaine plus large que la science-fiction pure. Le terme a été utilisé pour la première fois par Adrish Bardhan (en),,,,,.
Le terme a été utilisé pour la première fois par Adrish Bardhan (en),,,,,.

## Premières occurrences

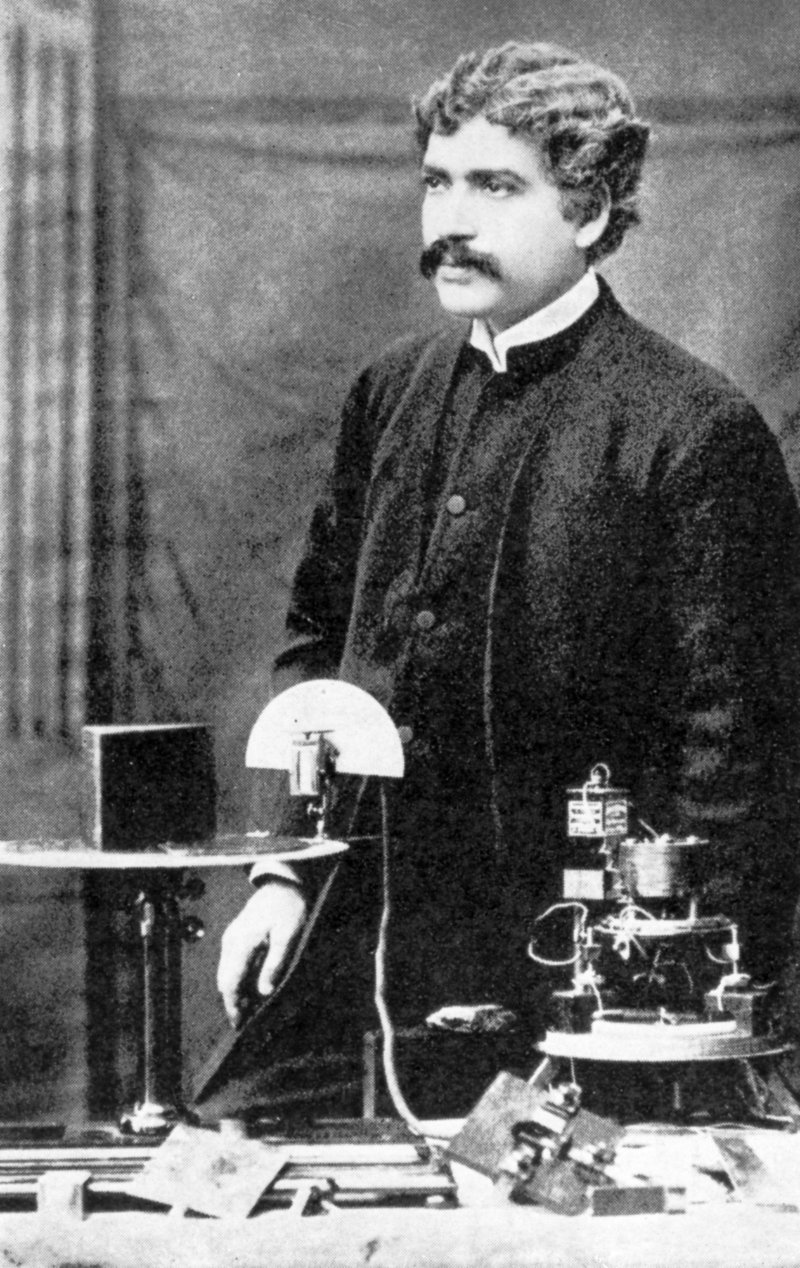
JC Bose est considéré comme le père de la science-fiction bengali.

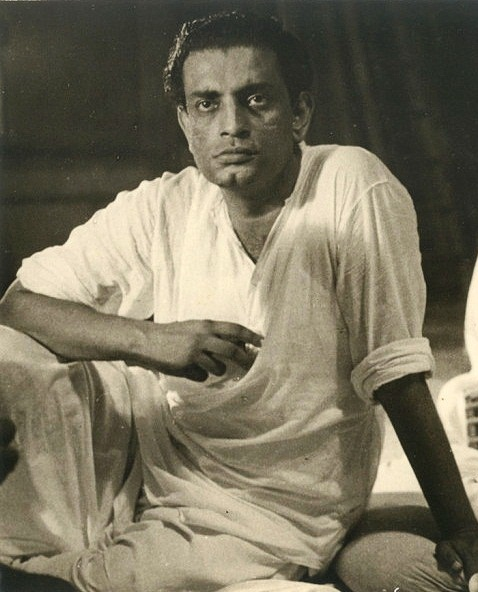
Satyajit Ray est considéré comme l'un des premiers écrivains de science-fiction en bengali.

La première œuvre de science-fiction bengalie notable est Shukra Bhraman (traduction : Voyages vers Vénus) de Jagadananda Roy (en). Cette histoire est intéressant pour l'histoire de la littérature, car elle décrit un voyage vers une autre planète ; sa description des créatures extraterrestres que l'on voit sur Vénus utilise la théorie de l'évolution de Herbert Spencer. Jusqu'aux découvertes récentes, le travail de Ray n'était pas considéré comme la première science-fiction en bengali, car il n'était disponible que sous sa forme de livre, Prakritiki, publié en 1914.
En 1896, Jagadish Chandra Bose, considéré comme le père de la science-fiction bengali, écrit Niruddesher Kahini. Ce conte sur le contrôle du temps, l'une des premières œuvres de science-fiction en bengali, met en scène l'élimination d'un cyclone tropical à l'aide d'une petite bouteille d'huile capillaire (Kuntol Keshori). Plus tard, l'auteur inclut l'histoire modifiée dans la collection d'essais intitulée « Abyakto » (1921) sous le titre « Palatak Tufan » ( Runaway Cyclone ). Les deux versions de l'histoire ont été traduites en anglais par Bodhisattva Chattopadhyay.
Roquia Sakhawat Hussain (Begum Rokeya), une des premières féministes musulmanes, a écrit Sultana's Dream, l'un des premiers romans de science-fiction féministe. Il dépeint une utopie féministe d'inversion des rôles, dans laquelle les hommes sont enfermés dans l'isolement, comme les femmes le sont habituellement conformément  à la pratique du purdah. La nouvelle, écrite en anglais, a été publiée pour la première fois dans le Indian Ladies Magazine basé à Madras en 1905, et trois ans plus tard sous forme de livre.
«Meghduter Morte Agomon » ( traduction : L'Ascension des messagers de Dieu sur Terre ) de Hemendra Kumar Ray (en), est un roman inspiré de « La guerre des mondes » de H.G. Wells, qui décrit le premier contact entre deux espèces sensibles. Les martiens de Ray, au lieu d'envahir une métropole comme Calcutta ou Londres, descendent dans un village rural du Bengale appelé Bilaspur. Bien que les villageois qui sont superstitieux qualifient les nouveaux arrivants de créatures du chaos surnaturel, le protagoniste de l'histoire, Binoy-babu, doté de prédispositions scientifique, déclare : « Ce n'est ni l'œuvre d'un fantôme ni d'un humain. C'est l'œuvre d'une force inconnue comme vous n'en trouverez pas sur cette Terre. Ce pouvoir recherché par les scientifiques du monde entier a fait sa toute première apparition ici, dans ce Bengale ! Oh, Kamal, tu ne peux pas imaginer à quel point je suis heureux ! (Rachanabali 1, 113-114). ». Hemendra Kumar Ray, qui est aussi le père du roman d'aventures en bengali, a divisé le roman en deux parties. La première est une version futuriste et indianisée du paradoxe de Fermi, la seconde une aventure située dans la préhistoire inspirée de « The Time Machine » de Wells. Plus tard, Ray s'est inspiré de « The Lost World » d'Arthur Conan Doyle pour son roman « Maynamatir Mayakanon » (en français : Le jardin surréaliste de Maynamati).  Nobojuger Mohadano est considéré comme la première œuvre de littérature bengalie sur les robots.

## L'ère post-coloniale de Kalpabigyan en Inde
Plusieurs écrivains du Bengale occidental, en Inde, ont écrit de la science-fiction. Adrish Bardhan (en), l'un des noms les plus notables parmi les écrivains de science-fiction du Bengale occidental, est considéré comme un curateur de science-fiction bengali (Kalpavigyan). Sous le pseudonyme d'Akash Sen, Bardhan a dirigé la rédaction d'Ashchorjo (1963-1972), le premier magazine bengali de science-fiction du sous-continent indien,, Durant la courte durée de sa publication, ce magazine a donné naissance à une multitude de nouvelles voix comme Ranen Ghosh, Khitindranarayan Bhattacharya. Sujit Dhar, Gurnick Singh, Dilip Raychaudhuri. Enakkhi Chattopadhyay, Premendra Mitra, et Satyajit Ray Ashchorjo ont également publié des œuvres traduites de la science-fiction occidentale de l'âge d'or, comme Asimov, Clarke, Heinlein,,,. À l'apogée du magazine, Bardhan, avec Satyajit Ray, Premendra Mitra, et Dilip Raychaudhari, ont produit deux émissions de radio sur All India Radio. Les deux émissions basées sur l'idée d'univers partagés, ont été appelées Mohakashjatri Bangali (Les astronautes bengalis) et Sobuj Manush (Les Saga des Hommes Verts),. Le premier ciné Club de science-fiction en Inde, peut-être même d'Asie du Sud-Est, est une idée de Bardhan,. Bardhan a également créé le Pr Natboltu Chokro, une série de science-fiction basée sur un personnage du même nom. Ashchorjo n'est plus publié à la suite d'une tragédie familiale qu'a subie Bardhan. Il revient une fois le traumatisme passé pour éditer le magazine Fantastic (1975), avec Ranen Ghosh comme coéditeur. Le terme de Kalpavigyan (terme utilisé pour désigner la science-fiction en bengali) a été lu pour la première fois dans les pages de ce magazine. Cependant, contrairement à Ashchorjo, Fantastic n'est pas strictement un magazine de science-fiction, car la littérature d'autres genres spéculatifs, comme la fantasy et l'horreur, y a également sa place. En fin de compte, après une série très irrégulière de plus d'une décennie, s'appuyant fortement sur des réimpressions, Fantastic cesse d'être publié en 2007. Dans l'intervalle, un autre magazine de science-fiction, Vismoy, est édité par Sujit Dhar et Ranen Ghosh mais n'est été publié que pendant deux ans. Des magazines comme Kishor Vismoy d'Anish Deb, Samarjit Kar et Kishor Gyan Biggan de Rabin Ball se font également remarquer dans le genre.
Satyajit Ray a écrit de nombreuses nouvelles ( Bonkubabur Bondhu, Moyurkonthi Jelly, Brihachanchu, etc.) ainsi qu'une série de science fantasy, Professor Shonku. Le professeur Trilokeshwar Shonku est un personnage fictif, inventeur et scientifique. Les histoires de Shonku ont été créées en gardant à l'esprit le public des MG et des jeunes adultes du Bengale, en particulier les abonnés de Sandesh (en), dont Ray est l'un des rédacteurs. Les deux dernières histoires de Shonku ont été complétées par Sudip Deb. Ray a traduit Mars is Heaven! (en) de Ray Bradbury et Les Neuf Milliards de noms de Dieu de Arthur C. Clarke. Une nouvelle, The Alien de Satyajit Ray, parle d'un extraterrestre appelé Mr. Ang, est devenue populaire parmi les Bengalis au début des années 1960. Le scénario du film ET de Steven Spielberg serait basé sur un scénario de The Alien que Ray avait envoyé aux producteurs du film à la fin des années 1960,  ,.
Parmi les autres écrivains de science-fiction notables, on trouve :
Leela Majumdar, Premendra Mitra (en), Ranen Ghosh, Sunil Gangopadhyay, Shirshendu Mukhopadhyay (en), Syed Mustafa Siraj (en), Samarjit Kar, Anish Deb,  Biswajit Ganguly, Siddhartha Ghosh, Suman Sen , Rajesh Basu, Abhijnan Roychowdhury, Krishnendu Bandyopadhyay, Debojyoti Bhattacharya, Saikat Mukhopadhyay, Sumit Bardhan, Rebanta Goswami, Soham Guha, Sandipan Chattopadhyay, Mallika Dhar.

## Revues de science-fiction
Des magazines Web populaires comme Joydhakweb ont publié un certain nombre de bonnes histoires de science-fiction.
En 2016, un développement significatif s'est produit avec la publication de Kalpabiswa (en) (কল্পবিশ্ব) , , le tout premier magazine Web bengali sur le thème de la science-fiction et de la fantaisie pour un lectorat adulte. Dans ses numéros thématiques, Kalpabiswa a abordé de nombreux thèmes :  le féminisme dans la science-fiction, le changement climatique dans la fiction, l'âge d'or de la science-fiction, les différents sous-genres punk, la science-fiction dans la littérature japonaise (manga et anime). Sous la direction de l'Université de Jadavpur, Kalpabiswa a organisé la première conférence de science-fiction de l'Inde orientale en 2018,,.